# سی‌یچی ساکی‌یا
سی‌یچی ساکی‌یا (به انگلیسی: Seiichi Sakiya) بازیکن فوتبال اهل ژاپن و عضو تیم ملی فوتبال ژاپن است که در تاریخ ۲۷ سپتامبر ۱۹۷۱ میلادی اولین بازی ملی‌اش را انجام داد. او در ۳ بازی ملی حضور داشت و آخرین بازی ملی خود را در تاریخ ۶ اوت ۱۹۷۲ میلادی انجام داد. سی‌یچی ساکی‌یا در بازی‌های ملی‌اش
گلی به ثمر نرساند.